# 胡光孝

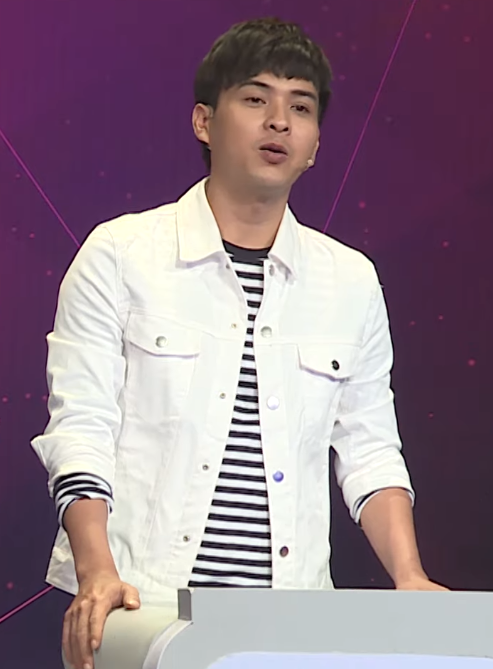

胡光孝（越南语：Hồ Quang Hiếu，1983年9月20日—），越南流行音樂男歌手，出生于多樂省邦美蜀市，毕业于河內軍隊文化藝術大學。